# Solieria cinerea
Solieria cinerea là một loài ruồi trong họ Tachinidae.